# Rajd Dolnośląski

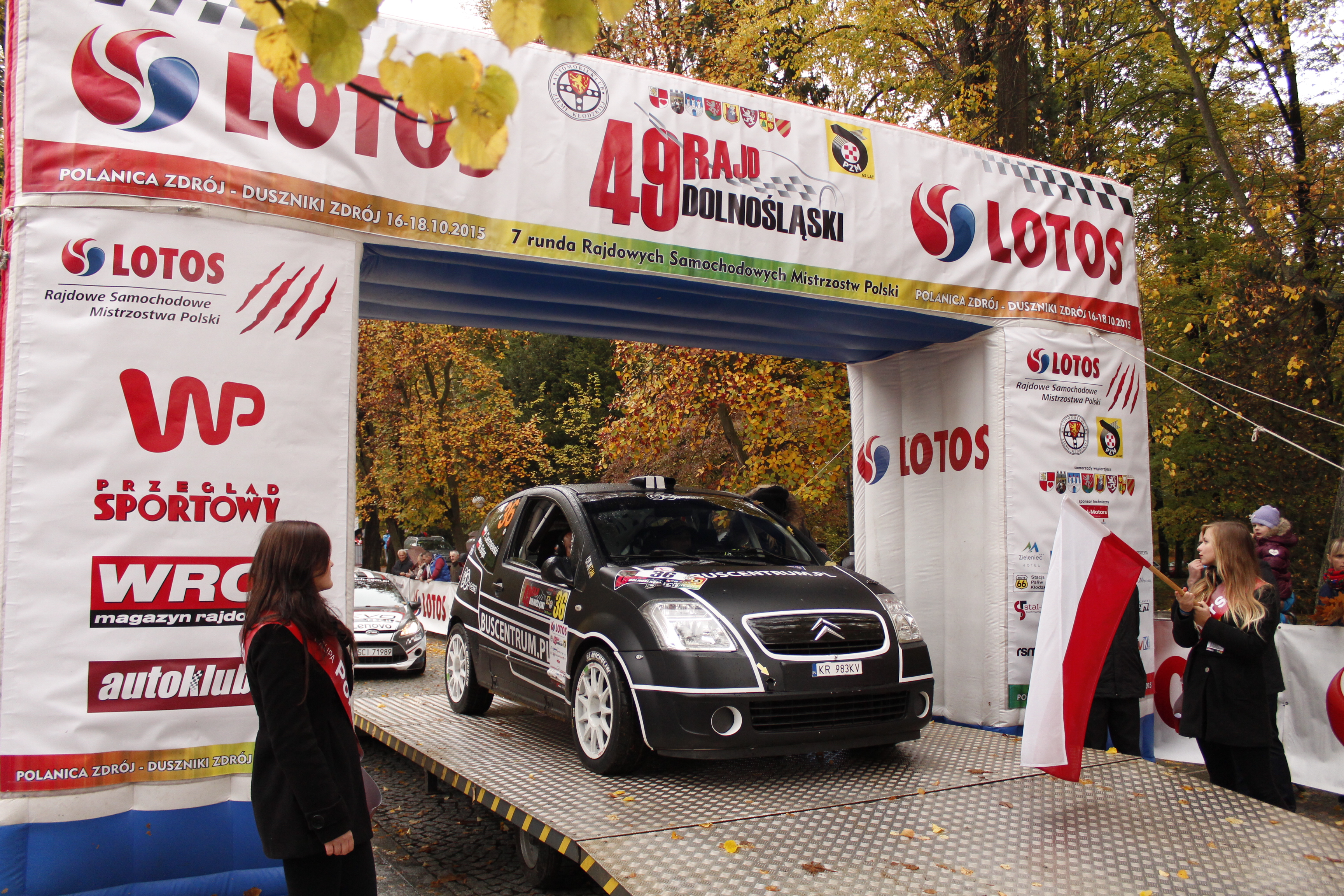
START - 49 Rajd Dolnośląski

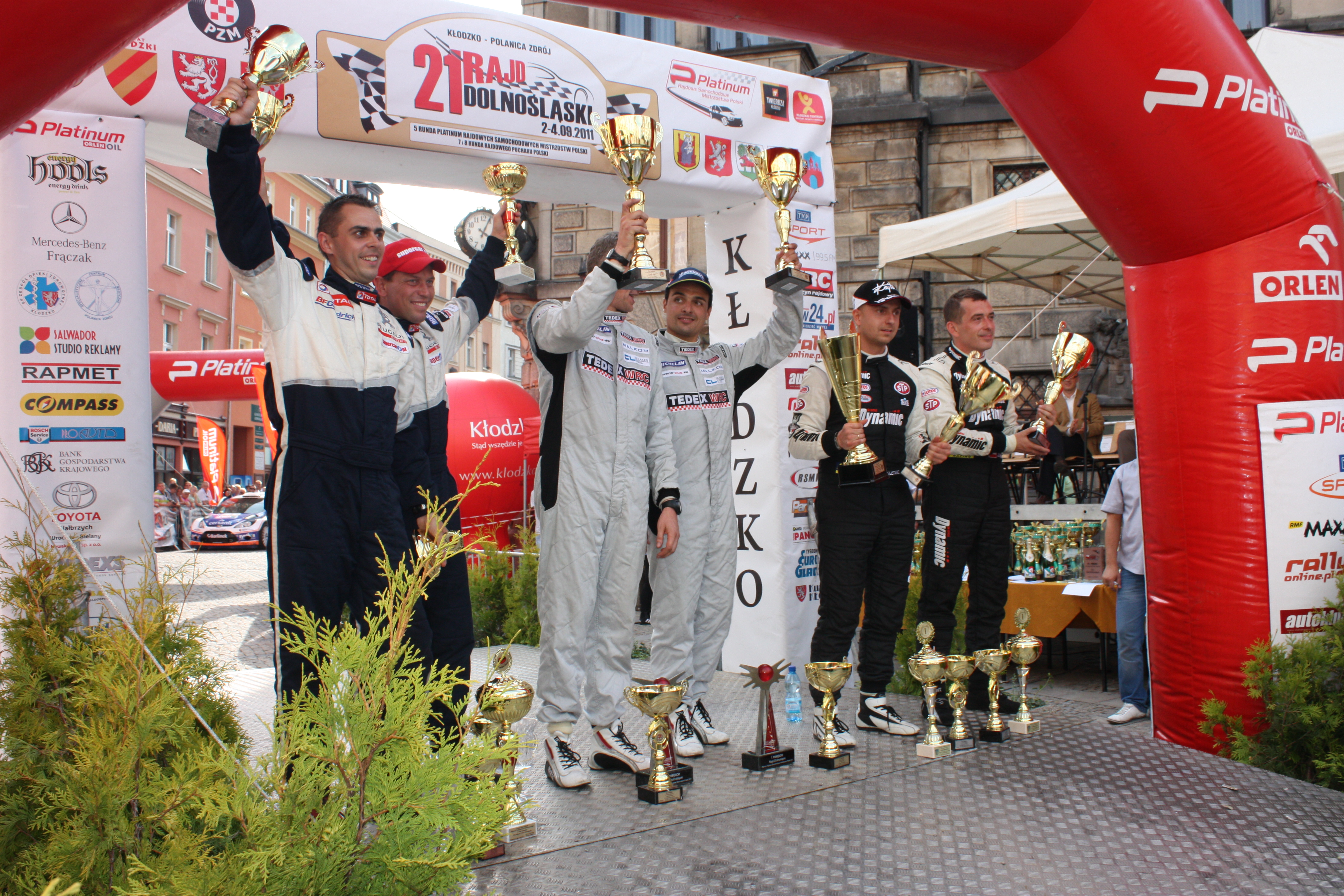
Meta - 21 Rajd Dolnośląski

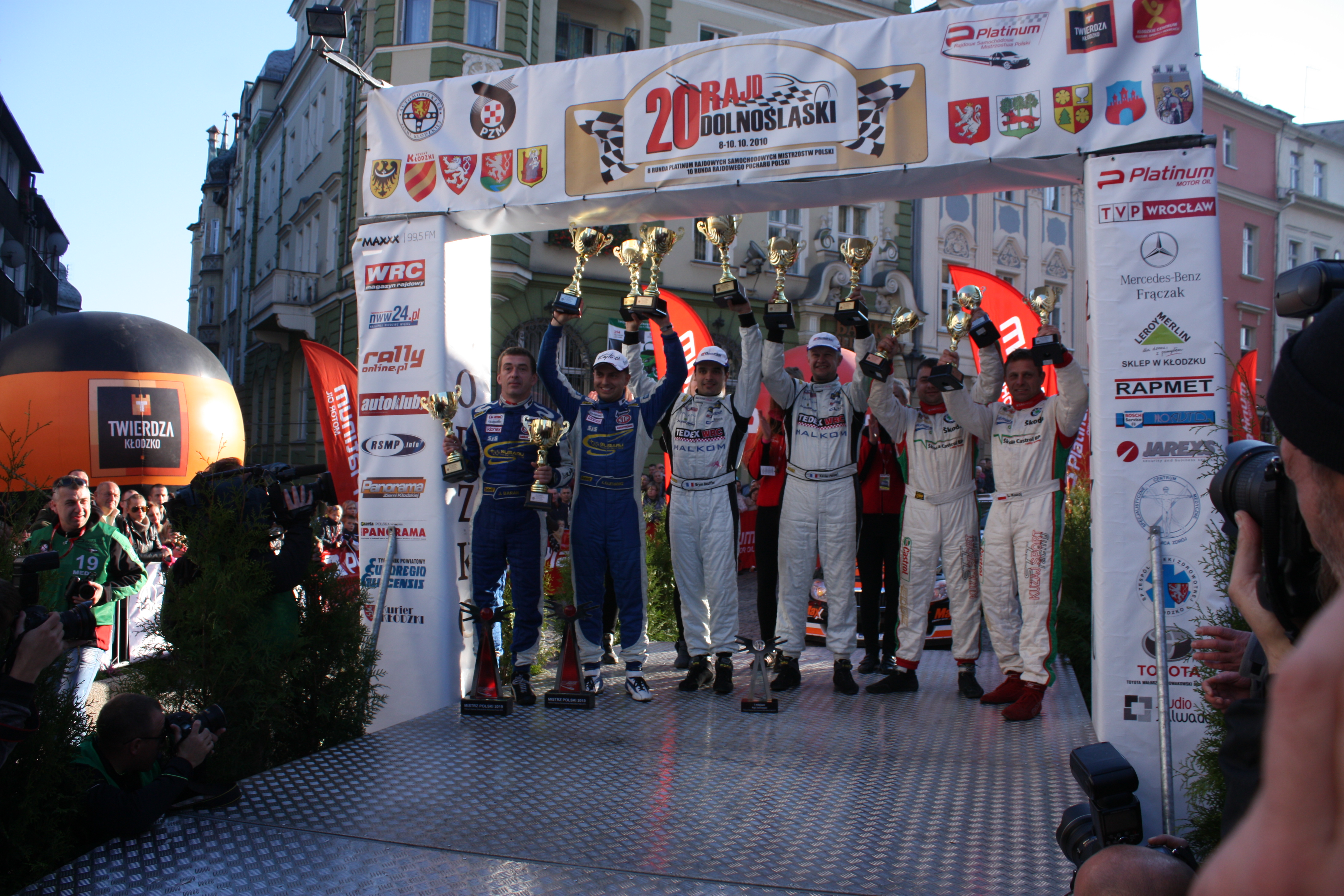
Meta - 20 Rajd Dolnośląski

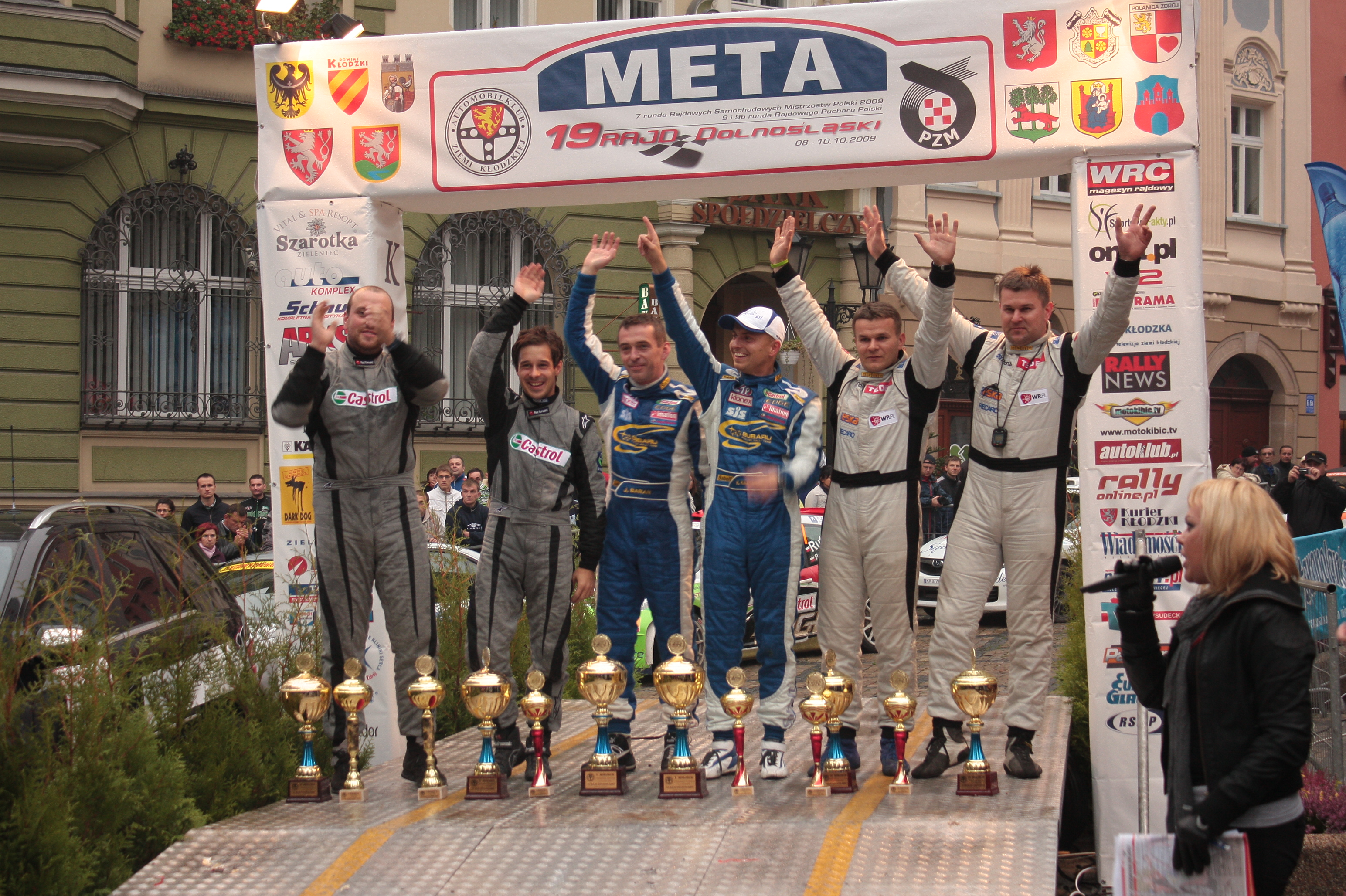
Meta - 19 Rajd Dolnośląski

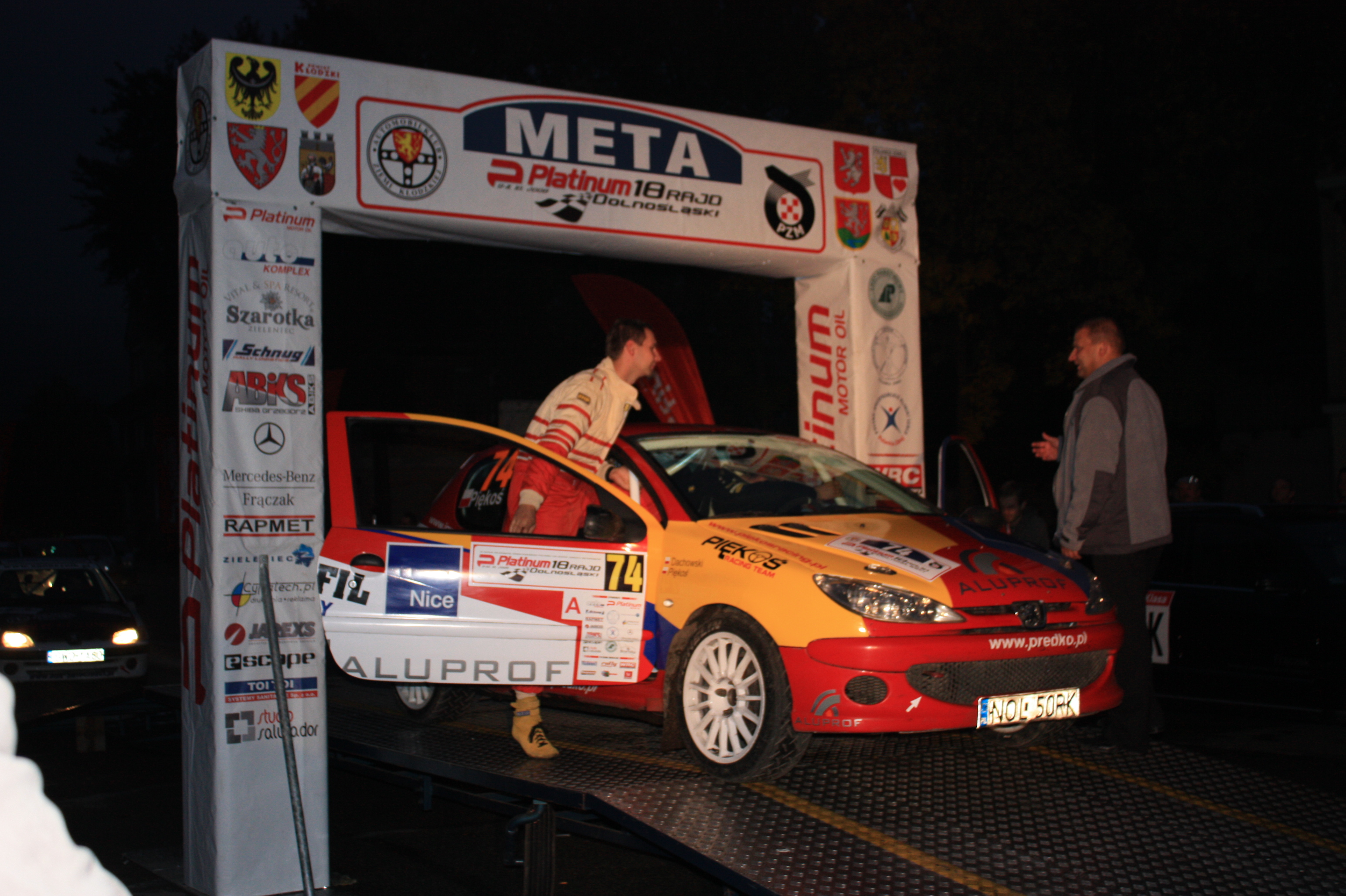
Meta - 18 Rajd Dolnośląski

Rajd Dolnośląski – polski rajd samochodowy rozgrywany od 1957 roku. Jest jedną z rund Rajdowych Samochodowych Mistrzostw Polski.
W 2020 roku zrezygnowano z rajdu Dolnośląskiego w RSMP, od tego czasu rajd nie jest rundą Rajdowych Samochodowych Mistrzostw Polski. Również w 2020 roku zrezygnowano z kolejnych edycji rajdu.

## Zwycięzcy[2]
Rajd Dolnośląski można podzielić na dwa etapy:
- pierwszy etap od 1957 do 1975 w pierwszej fazie jako zloty potem rajdy
- oraz drugi etap od 1985 do obecnego w większości jako rajdy zimowe w ramach RSMP.
| Rok  | Nazwa rajdu                         | Kierowca              | Pilot                  | Samochód                    | Kategoria        |
| ---- | ----------------------------------- | --------------------- | ---------------------- | --------------------------- | ---------------- |
| 1957 | 1. Raid Dolnośląski                 | Walerian Waryszewski  | Polska                 | BMW                         | RSMP             |
| 1958 | 2. Raid Dolnośląski                 | Antoni Weiner         | Władysław Helis        | Simca                       | RSMP             |
| 1959 | 3. Raid Dolnośląski                 | Sobiesław Zasada      | Ewa Zasada             | Simca                       | RSMP             |
| 1960 | 4. Raid Dolnośląski                 | Czesław Wodnicki      | Ewa Zasada             | Simca                       | RSMP             |
| 1961 | 5. Raid Dolnośląski                 | Sobiesław Zasada      | Ewa Zasada             | Simca                       | RSMP             |
| 1962 | 6. Raid Dolnośląski                 | Sobiesław Zasada      | Ewa Zasada             | Morris Mini Cooper          | RSMP             |
| 1963 | 7. Raid Dolnośląski                 | Ksawery Frank         | Robert Mucha           | Volvo                       | RSMP             |
| 1964 | 2. Podkarpacki Rajd Zimowy          | Antoni Weiner         | Władysław Helis        | Austin Cooper               | RSMP             |
| 1965 | 9. Rajd Dolnośląski                 | Adam Wędrychowski     | Czesław Wodnicki       | Steyr Puch                  | RSMP             |
| 1966 | 10. Rajd Dolnośląski                | Sobiesław Zasada      | Ewa Zasada             | Steyr Puch                  | RSMP             |
| 1967 | 11. Rajd Dolnośląski                | Antoni Weiner         | Jan Karel              | Steyr Puch                  | RSMP             |
| 1968 | 12. Rajd Dolnośląski                | Włodzimierz Markowski | Stanisław Dalka        | Porsche                     | RSMP             |
| 1969 | 13. Rajd Dolnośląski                | Sobiesław Zasada      | Ewa Zasada             | Porsche                     | RSMP             |
| 1970 | 14. Rajd Dolnośląski                | Marian Bień           | Janusz Krzesiwo        | Porsche                     | RSMP             |
| 1971 | 15. Rajd Dolnośląski                | Sobiesław Zasada      | Ewa Zasada             | Fiat 125p                   | RSMP             |
| 1972 | 16. Rajd Dolnośląski                | Sobiesław Zasada      | Ewa Zasada             | Porsche                     | RSMP             |
| 1973 | 17. Rajd Dolnośląski                | Sobiesław Zasada      | Ewa Zasada             | Porsche                     | RSMP             |
| 1974 | 18. Rajd Dolnośląski                | Błażej Krupa          | Jerzy Landsberg        | Renault                     | RSMP             |
| 1975 | 19. Rajd Dolnośląski                | Błażej Krupa          | Piotr Mystkowski       | Renault                     | RSMP             |
| 1982 | Rajd Pokoju i Przyjaźni 1982        | Andrzej Koper         | Włodzimierz Krzemiński | Renault 5 Alpine            | RSMP             |
| 1983 | Rajd Pokoju i Przyjaźni 1983        | Marian Bublewicz      | Ryszard Żyszkowski     | Polonez 2000                | RSMP             |
| 1985 | I Zimowy Rajd Dolnośląski           | Marian Bublewicz      | Ryszard Żyszkowski     | Polonez 2000 Turbo          | RSMP             |
| 1986 | II Zimowy Rajd Dolnośląski          | Marian Bublewicz      | Ryszard Żyszkowski     | Polonez 2000 Turbo          | RSMP             |
| 1987 | III Zimowy Rajd Dolnośląski         | Marian Bublewicz      | Ryszard Żyszkowski     | Polonez 2000                | RSMP             |
| 1988 | IV Zimowy Rajd Dolnośląski          | Marian Bublewicz      | Jacek Wypych           | Mazda 323 4WD               | RSMP             |
| 1989 | V Zimowy Rajd Dolnośląski           | Marian Bublewicz      | Ryszard Żyszkowski     | Mazda 323 4WD               | RSMP             |
| 1990 | VI Zimowy Rajd Dolnośląski          | Marian Bublewicz      | Ryszard Żyszkowski     | Mazda 323 4WD               | RSMP             |
| 1991 | VII Dolnośląski Rajd Zimowy         | Paweł Przybylski      | Krzysztof Gęborys      | Audi Coupe Quattro          | RSMP             |
| 1992 | VIII Dolnośląski Rajd Zimowy        | Marian Bublewicz      | Ryszard Żyszkowski     | Ford Sierra Cosworth        | RSMP             |
| 1993 | IX Zimowy Rajd Dolnośląski          | Paweł Przybylski      | Krzysztof Gęborys      | Toyota Celica               | RSMP             |
| 1994 | 29 Rajd Dolnośląski                 | Bogdan Herink         | Barbara Stępkowska     | Renault                     | RSMP             |
| 1996 | X Zimowy Rajd Dolnośląski           | Krzysztof Hołowczyc   | Maciej Wisławski       | Toyota Celica               | RSMP             |
| 1997 | XI Zimowy Rajd Dolnośląski          | Krzysztof Hołowczyc   | Maciej Wisławski       | Subaru Impreza              | RSMP             |
| 1998 | XII Zimowy Rajd Dolnośląski         | Robert Gryczyński     | Tadeusz Burkacki       | Toyota Celica               | RSMP             |
| 1999 | XIII Zimowy Rajd Dolnośląski        | Krzysztof Hołowczyc   | Jean-Marc Fortin       | Subaru Impreza WRC          | RSMP             |
| 2000 | XIV Zimowy Rajd Dolnośląski         | Leszek Kuzaj          | Andrzej Górski         | Toyota Corolla WRC          | RSMP             |
| 2001 | XV Zimowy Rajd Dolnośląski          | Leszek Kuzaj          | Andrzej Górski         | Toyota Corolla WRC          | RSMP             |
| 2002 | XVI Zimowy Rajd Dolnośląski         | Janusz Kulig          | Jarosław Baran         | Seat Cordoba WRC            | RSMP             |
| 2007 | XVII Rajd Dolnośląski-STT           | Mariusz Małyszczycki  | Paweł Raczek           | Citroen C2 R2               | 10 runda RSP PZM |
| 2008 | 18 Rajd Dolnośląski                 | Bryan Bouffier        | Xavier Panseri         | Peugeot 207 S2000           | RSMP             |
| 2009 | 19 Rajd Dolnośląski                 | Kajetan Kajetanowicz  | Jarosław Baran         | Subaru Impreza STR09        | RSMP             |
| 2010 | 20 Rajd Dolnośląski                 | Bryan Bouffier        | Xavier Panseri         | Peugeot 207 S2000           | RSMP             |
| 2011 | 21 Rajd Dolnośląski                 | Bryan Bouffier        | Xavier Panseri         | Peugeot 207 S2000           | RSMP             |
| 2012 | 22 Rajd Dolnośląski                 | Kajetan Kajetanowicz  | Jarosław Baran         | Subaru Impreza RT           | RSMP             |
| 2013 | 23 Rajd Dolnośląski                 | Łukasz Habaj          | Piotr Woś              | Mitsubishi Lancer Evo IX R4 | RSMP             |
| 2014 | 24 Rajd Dolnośląski                 | Łukasz Habaj          | Piotr Woś              | Ford Fiesta R5              | RSMP             |
| 2015 | 49 Rajd Dolnośląski                 | Łukasz Habaj          | Piotr Woś              | Ford Fiesta R5              | RSMP             |
| 2016 | 50 Rajd Dolnośląski                 | Filip Nivette         | Kamil Heller           | Škoda Fabia R5              | RSMP             |
| 2017 | 51 Rajd Dolnośląski                 | Filip Nivette         | Kamil Heller           | Škoda Fabia R5              | RSMP             |
| 2018 | 52 Rajd Dolnośląski-Hotel Zieleniec | Jakub Brzeziński      | Kamil Kozdroń          | Škoda Fabia R5              | RSMP             |
| 2019 | 53 Rajd Dolnośląski-Hotel Zieleniec | Bryan Bouffier        | Xavier Panseri         | Hyundai i20 R5              | RSMP             |